# КША: Конфедеративні Штати Америки
«КША: Конфедеративні Штати Америки» (англ. C.S.A.: The Confederate States of America) — американський псевдодокументальний фільм 2004 р. у жанрі альтернативної історії режисера Кевіна Вілмотта.
Сюжет обертається навколо гіпотетичної перемоги конфедератів під час Громадянської війни у США та створення внаслідок цього нових Конфедеративних Штатів Америки, які включають у себе колишні Сполучені Штати.
Прем'єра фільму відбулася на кінофестивалі "Санденс" у 2004 році, в США він вийшов 15 лютого 2006 року компанією IFC Films.  

## Сюжет
Завдяки зусиллям держсекретаря Конфедерації Юди Бенджаміна КША уклали союзницьку угоду з Францією і Англією, які надсилають свої експедиційні сили, що дозволило їм перемогти США в битві при Геттісбергу. Авраам Лінкольн намагався втекти до Канади за допомогою Гаррієт Табмен, загримувавшись під негра (пізніше Девід Гріффіт зняв про це фільм), але був схоплений і постав перед судом. Через два роки тюремного ув'язнення президент КША Джефферсон Девіс помилував Лінкольна. Лінкольн помер в Канаді в 1905 році. Незабаром після перемоги в Громадянській війні Девіс анексував Сполучені Штати і перемістив столицю Конфедерації до Вашингтона. Старий гімн США замінила пісня Діксі, бойовий прапор Півдня став державним прапором єдиної держави — Конфедеративних Штатів Америки. У парламенті КША відбулися дискусії про скасування або збереження рабства. Перемогу здобули прихильники рабовласницької системи, очолювані президентом Девісом і сенатором Фонтроєм.
У 1880-х роках у КША були заборонені всі конфесії та релігії, крім протестантизму і католицтва. Пізніше в деяких резерваціях, створених на території Конфедеративних Штатів, було дозволено сповідання юдаїзму.
Після відновлення північних штатів КША зробили грандіозний військовий похід на Південь. На думку Девіса, це повинно було послужити формуванню національної самосвідомості американців як єдиної нації. До 1890-м рокам КША володіли всією Північною і Південною Америкою, виключаючи Канаду. Канада зайняла опозиційну щодо Конфедерації політичну позицію, ставши притулком для рабів-утікачів і аболіціоністів.
КША подолали Велику депресію за рахунок розширення торгівлі людьми з Ліберією в 1929 році.
У 1930-ті роки Конфедеративні Штати зайняли позитивну позицію щодо Третього Рейху, хоча зберегли нейтралітет. Парламент КША офіційно схвалив расову політику Німеччини. Адольф Гітлер відвідав Конфедерацію з дружнім візитом. КША і Рейх не зійшлися у єврейському питанні: з точки зору Конфедерації, було недоцільно знищувати євреїв, в той час як їх можна було б використовувати як рабів.
7 грудня 1941 року військово-повітряні сили КША завдали раптового нищівного удару по Японській імперії, знищивши японський флот, приписаний до Курильських островів, і зруйнувавши стародавнє місто Кіото. Почалася американо-японська війна. Незважаючи на запеклий опір Японії, КША примусили її до капітуляції, скинувши на Японію атомну бомбу.
Поразка Німеччини в Другій світовій війні та розширення впливу СРСР зумовило антикомуністичну паніку. За цих умов у Канаді сформувався осередок антиконфедератів. Через збільшення впливу канадських аболіціоністів Конфедерація спорудила стіну на американо-канадському кордоні, що отримала прізвисько «бавовняна завіса». Більшість країн світу відмовилися торгувати з КША через їхнє позитивне ставлення до Німеччини впродовж війни. Канадським аболіціоністам вдалося вбити президента Конфедерації, за чим послідувала відповідь у вигляді повітряного удару. На той час Канада стала задавати світові тренди в культурі та спорті, ставши аналогом США реального світу.
У 1961 році президентом Конфедерації став Джон Кеннеді, який прагнув до скасування рабства, надання жінкам права голосувати і загальної лібералізації життя в КША. Кеннеді був убитий, не встигнувши здійснити свої плани. Вбивство президента Кеннеді привело до соціальних хвилювань і масових повстань рабів, які були придушені поліцією Конфедерації.
У 2002 році Конфедерацію струснув скандал: один з найбільших політиків-консерваторів, Джон Фонтрой V, опинився під підозрою в «негроїдності» — расовій нечистоті. І, хоча Фонтрой заявляв, що його прадід «не мав сексуальних стосунків з цією жінкою», це не врятувало його від поразки на виборах. Через місяць він покінчив із собою.

## Розширена хронологія
Офіційний вебсайт фільму містить розширену хронологію історії КША, не висвітлену в документальному фільмі. Вбивцею президента Вільяма Мак-Кінлі вказано аболіціоніста, а не анархіста Леона Чолгоша. Згадується, що КША вдалося розвинути космічні технології, вивозячи колишніх нацистських учених з Німеччини, поки її не окупував СРСР. КША зуміли висадити Ніла Армстронга на Місяць у 1969 році. Роза Паркс ідентифікована як канадська терористка та учасниця «Чорних пантер». Річард Ніксон, хоча програв президентські вибори Кеннеді в 1960, після його вбивства врешті-решт був обраний президентом Конфедерації. Під час свого президентства Ніксон подорожував до Китаю в 1972 році, вів переговори з китайським урядом, що відкрило шлях для організації трудових таборів Конфедерації в Китаї, що, у свою чергу, призвело до дешевшого виробництва та імпорту товарів з Китаю. Однак Ніксон був змушений піти у відставку через Вотергейтський скандал, нагадавши громадськості, що «я не негр!». Невдала спроба вбивства Папи Римського Івана Павла II у 1981 році сталася в Нью-Йорку, а не на площі Святого Петра, а нападником був південний баптист із Теннессі на ім'я Мейнард Брімлі, якого засудили та стратили. Війна в Перській затоці призвела до того, що Кувейт став територією Конфедерації. У 1995 році Тім Маквей підірвав меморіал Джефферсона замість будівлі Мурра в Оклахома-Сіті; його страта транслвалася за платню для великої кількості глядачів. Війна в Афганістані та подальше американське втручання на Близькому Сході, відомі як «1-й і 2-й хрестові походи», відбувалися з метою викорінення «мусульманської загрози» шляхом повалення ісламських урядів, захоплення їхніх запасів нафти та навернення всього Середньосхідного населення до християнства.

## Критика
Фільм отримав безліч позитивних відгуків, має 78%-ий рейтинг на Rotten Tomatoes. Більшість критиків були заінтриговані ідеєю фільму, але деякі знайшли мінуси у поганому виконанні через низький бюджет. Фільм зібрав 744 165 доларів по всьому світу в обмеженому випуску.